# 科蒂-基亚瓦里
科蒂-基亚瓦里（法語：Coti-Chiavari，法語發音：[kɔti kjavaʁi]）是法国南科西嘉省的一个市镇，属于阿雅克肖区。

## 地理
科蒂-基亚瓦里（41°46'21"N, 8°46'16"E）面积63.33 平方千米，位于法国南科西嘉省，该省份位于科西嘉南部，后者为地中海西部的一座岛屿，也是法国的一个单一领土集体，位于法国大陆部分的东南面，意大利半島的西面，最临近的地块是撒丁岛。
与科蒂-基亚瓦里接壤的市镇（或旧市镇、城区）包括：彼得罗塞拉、塞拉迪費羅。

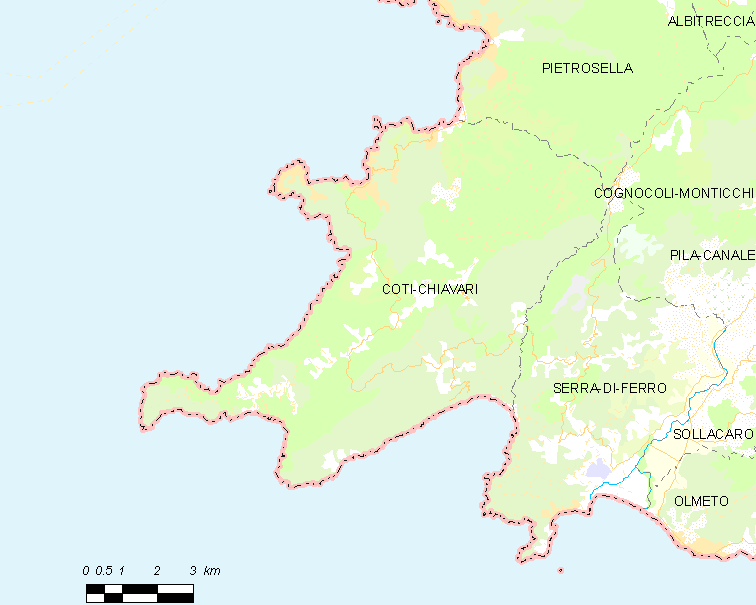
科蒂-基亚瓦里的OSM定位图

科蒂-基亚瓦里的时区为UTC+01:00、UTC+02:00（夏令时）。

## 行政
科蒂-基亚瓦里的邮政编码为20138，INSEE市镇编码为2A098。

## 政治
科蒂-基亚瓦里所属的省级选区为塔拉沃-奥尔纳诺县。

## 人口

1962-2008年间科蒂-基亚瓦里人口变化图示

科蒂-基亚瓦里于2022年1月1日时的人口数量为731人。